# Burton (Little Neston and Burton)
Burton – wieś w Anglii, w hrabstwie ceremonialnym Cheshire, w dystrykcie (unitary authority) Cheshire West and Chester, na półwyspie Wirral. Leży 12 km na północny zachód od miasta Chester i 277 km na północny zachód od Londynu. W 2001 miejscowość liczyła 1620 mieszkańców.